# Here I am
『here I am』（ヒアー・アイ・アム）は、美郷あきの3枚目のベスト・アルバム。 2008年9月20日にMellow Heardから発売された。

## 概要
内訳としてタイアップ8曲、新規収録曲1曲の計12曲が収録されている。11thシングル「sad rain」は、アルバムバージョンとして収録されている。

## 収録曲
1. 少女迷路でつかまえて [4:04] 
作詞:畑亜貴、作曲・編曲:齋藤真也
2. disarm dreamer [4:04] 
作詞:畑亜貴、作曲:黒須克彦、編曲:宅見将典
3. 忘却バタフライ [4:10] 
作詞:畑亜貴、作曲・編曲:黒須克彦
4. sad rain（album ver.） [4:57]  
作詞:畑亜貴、作曲:飯塚昌明、編曲:littlelittle
5. いまの君が遠くても [5:00] 
作詞:畑亜貴、作曲・編曲:黒須克彦
6. あの花の咲く頃に [4:32]  
作詞:RUCCA、作曲:星和生、編曲:小高光太郎
7. BLOOD QUEEN [3:38]  
作詞:畑亜貴、作曲:黒須克彦、編曲:鈴木マサキ
8. 心に咲く花 [5:06]  
作詞:RUCCA、作曲:酒井陽一、編曲:虹音
9. I lost the place [3:30]  
作詞:畑亜貴、作曲・編曲:黒須克彦
10. さよならの向こう側で [5:34] 
作詞:ゆうまお、作曲:津上潤也、編曲:大久保薫
11. another life [4:05] 
作詞:畑亜貴、作曲・編曲:飯塚昌明
12. here I am [4:30] 
作詞:畑亜貴、作曲・編曲:齋藤真也

## タイアップ
| 曲名                 | タイアップ |
| -------------------- | --- |
| 少女迷路でつかまえて | テレビアニメ『ストロベリー・パニック』前期オープニングテーマ                                                  |
| disarm dreamer       | テレビアニメ『げんしけん2』オープニングテーマ                                                                 |
| sad rain             | テレビアニメ『ブラスレイター』エンディングテーマ                                                              |
| あの花の咲く頃に     | PCゲーム『エターナルファンタジー』エンディングテーマ                                                          |
| BLOOD QUEEN          | テレビアニメ『怪物王女』オープニングテーマ                                                                    |
| 心に咲く花           | PCゲーム『エターナルファンタジー』エウレッタ編挿入歌                                                          |
| I lost the place     | テレビドラマ『キューティーハニー THE LIVE』エンディングテーマ                                                 |
| さよならの向こう側で | PCゲーム『D.C.II P.S. 〜ダ・カーポII〜 プラスシチュエーション』小鳥遊まひる・アイシアルートエンディングテーマ |